# Vožegodskij rajon
Il Vožegodskij rajon (in russo Вожегодский район?) è un rajon dell'Oblast' di Vologda, nella Russia europea; il capoluogo è Vožega. Istituito il 15 luglio 1929, ricopre una superficie di 5.750 chilometri quadrati ed ospita una popolazione di circa 17.000 abitanti.